# Jarosław Kowalski
Jarosław Kowalski (* 22. Januar 1974 in Sandomierz) ist ein polnischer Snookerspieler.

## Karriere
Jarosław Kowalski begann 1997 Billard zu spielen und nahm 1998 an ersten Turnieren teil. 2001 wurde er zum ersten Mal für die Europameisterschaft nominiert, bei der er jedoch in der Vorrunde ausschied. Nachdem er auch 2002 in der Vorrunde ausgeschieden war, gelang ihm 2004 erstmals der Einzug in die Finalrunde und unterlag im Sechzehntelfinale dem Waliser David John mit 1:4. Im November 2004 schied er bei seiner ersten Teilnahme an der Amateur-Weltmeisterschaft in der Vorrunde aus.
Bei der Polnischen Meisterschaft erreichte Kowalski 2004 zum ersten Mal das Finale und besiegte dort Titelverteidiger Rafał Jewtuch mit 7:2. Ein Jahr später gelang es ihm mit einem 5:4-Sieg gegen Jewtuch den Titel erfolgreich zu verteidigen. Bei den Europameisterschaften 2005 und 2006 sowie bei der Amateur-WM 2006 hingegen schied er in der Vorrunde aus, ebenso bei der EM 2008. In der Saison 2009/10 nahm er an drei Turnieren der Pontin’s International Open Series teil, bei denen er jeweils sieglos ausschied.
Im September 2011 nahm Kowalski erstmals an einem PTC-Turnier teil; Beim Warsaw Classic erreichte er durch einen 4:1-Sieg gegen seinen Landsmann Mateusz Baranowski die Hauptrunde, in der er dem früheren Weltmeister Steve Davis in der Runde der letzten 128 mit 2:4 unterlag. Im Juni 2012 gelang ihm zum zweiten Mal der Einzug in die Finalrunde der Europameisterschaft, bei der er jedoch bereits in der Runde der letzten 64 gegen Greg Casey verlor. Bei der EM 2013 erreichte er das Sechzehntelfinale und unterlag dort dem Niederländer Roy Stolk mit 0:5. 2014 wurde er Polnischer Meister der Senioren. Bei den Gdynia Open 2014 und 2015 schied er in der Vorrunde aus.

## Erfolge

### Finalteilnahmen
| Ausgang         | Jahr | Turnier                 | Finalgegner   | Ergebnis |
| --------------- | ---- | ----------------------- | ------------- | -------- |
| Amateurturniere |      |                         |               |          |
| Sieger          | 2004 | Polnische Meisterschaft | Rafał Jewtuch | 7:2      |
| Sieger          | 2005 | Polnische Meisterschaft | Rafał Jewtuch | 5:4      |

### Weitere Erfolge
| Polnischer Senioren-Meister: | 2014 |